# نیکولایفسکی (آستراخان)
نیکولایفسکی (به لاتین: Nikolayevsky) یک منطقهٔ مسکونی در روسیه است که در استان آستراخان واقع شده‌است.